# Metropolitana di Salonicco
La metropolitana di Salonicco (in greco: Μετρό Θεσσαλονίκης) è un sistema di trasporto pubblico sotterraneo per la città greca di Salonicco, la seconda città più grande della Grecia. L'Azienda Trasporti Milanesi e il Gruppo Egis gestiranno l'infrastruttura rispettivamente per il 51% e il 49%.
Proposta durante gli anni '10 del 1900 e seriamente pianificata per la prima volta solamente negli anni '80, la costruzione della linea principale è iniziata nel 2006 e quella dell'estensione di Kalamaria nel 2013. Sebbene la proposta iniziale includesse tre estensioni alla linea principale, la più recente proposta della Elliniko Metro (azienda statale che gestisce lo sviluppo della metro di Atene e Salonicco) mira a combinare le due estensioni verso ovest tramite l'utilizzo di un anello. Quando ultimato, il sistema sarà quindi composto dalla linea principale e dalle estensioni di Kalamaria ed Evosmos. Al 30 novembre 2024 sono state costruite 18 stazioni e 14,4 km di tunnel. 
Dopo anni di ritardi, dovuti principalmente a scoperte archeologiche nel centro della città durante la prima fase di costruzione e in parte alla crisi finanziaria greca, l'apertura della linea 1 è avvenuta il 30 novembre 2024. Il sistema è interamente senza conducente e controllato a distanza con treni forniti dall'italiana Hitachi Rail STS.

## Storia

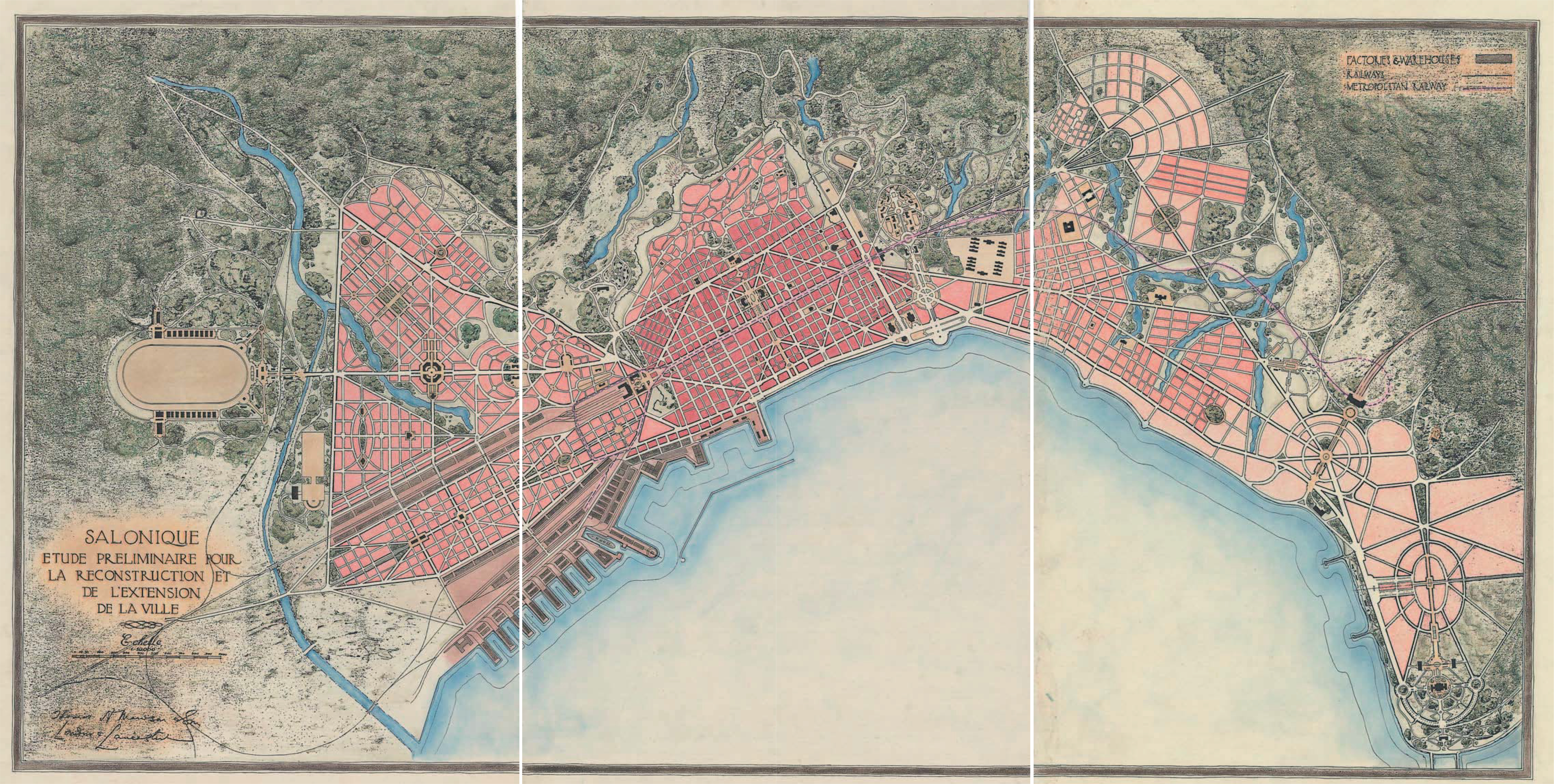
La proposta del 1918

Salonicco, l'antica Tessalonica, fu unita alla Grecia moderna nel 1912. Nel 1917 la città fu colpita da un grave incendio che devastò il centro storico; il governo di Eleutherios Venizelos, allora, nominò una commissione di architetti per ricostruire la città. Già in questa occasione il francese Ernest Hébrard e il britannico Thomas Hayton Mawson proposero una ferrovia sotterranea che avrebbe unito il centro ai futuri quartieri che si immaginavano ad est.

Il progetto del 1988, con in blu le possibili estensioni future

L'idea della metropolitana tornò alla ribalta negli anni 1980. Nel 1988, sotto l'amministrazione del sindaco Sotiris Kouvelas, furono pubblicati progetti per un piano di sviluppo e per una prima fase della rete, che si sarebbe sviluppata per 7,8 km con 14 stazioni. Nel 1989 fu avviata la costruzione di un primo segmento di 650 metri, tra l'area della fiera internazionale di Salonicco e il campus universitario. Dato che si adottò la tecnica cut-and-cover, la galleria si trovava a una profondità di soli 4,7 m sotto il piano stradale; ciononostante, essa si imbatté nei medesimi ritrovamenti archeologici che avrebbero in seguito rallentato anche la linea attuale. Un altro ostacolo fu quello dei finanziamenti, in quanto ad accollarsi le spese fu la sola amministrazione comunale, nel disinteresse del governo nazionale greco (anche per motivi meramente politici: Kouvelas era esponente di Nuova Democrazia, mentre il governo greco era espressione del Movimento Socialista Panellenico). Alla fine anche questa versione del progetto fu abbandonata e i piani della metropolitana di Salonicco furono momentaneamente accantonati, fino agli anni 2000.
La costruzione della metropolitana di Salonicco è cominciata a giugno del 2006, seguendo un andamento molto simile alle due proposte precedenti del 1918 e del 1988.
Era previsto che i lavori si concludessero all'inizio del 2013, ma a causa di ritardi e modifiche del tracciato dovuti alle indagini archeologiche, a ottobre 2012 il Ministero dello sviluppo e delle infrastrutture rimandò l'inizio dell'esercizio al 2023, poi al 2024.
La prima fase del progetto è un percorso di 9,6 km di linea sotterranea con tredici stazioni ed un deposito situato al capolinea orientale, con un costo di realizzazione inizialmente stimato a circa 800 milioni di euro.
Il costo finale a consuntivo è di circa 3 miliardi di euro.

## Rete

Evoluzione della metro di Salonicco

La rete sarà composta da due linee, indicate rispettivamente come linea 1 e linea 2, che condividono gran parte del tracciato e delle stazioni nella porzione centrale, per poi diramarsi dopo la stazione di 25 Martiou.

Linea 1
Il progetto è indicato come opera base (Βασικό Έργο), in quanto costituisce l'asse portante del sistema. Partendo dalla nuova stazione ferroviaria con una fermata omonima (dove  è possibile l'interscambio con il servizio ferroviario suburbano), la linea attraversa il centro storico e i quartieri nord-orientali con 13 stazioni. Dopo l'opposto capolinea di Nea Elvetia, si trova il deposito di Pylaia.
È stata aperta al pubblico il 30 novembre 2024.

Linea 2
In fase di progetto è stata indicata anche come estensione di Kalamaria (Επέκταση Καλαμαριάς). La linea affianca in gran parte quella principale, per poi dipartirsene dopo 25 Martiou e servire, con 5 fermate proprie, popolose località conurbate a sud-est con Salonicco (in primo luogo Kalamaria e Mikra). È allo studio la possibilità di prolungare la linea oltre Mikra, fino all'aeroporto di Salonicco-Macedonia.

## Esercizio
L'impianto è simile alla metropolitana di Copenaghen perché è dotato di convogli della classe Metrò Automatico AnsaldoBreda in numero di 18, che percorrono tunnel separati per ogni direzione. Per aumentare la sicurezza in ogni stazione, sono installate pareti di vetro con porte automatiche sul bordo delle piattaforme (in maniera simile alla linea C della metropolitana di Roma).
Il progetto è stato stilato da un consorzio greco-italiano e sorvegliato dalla società "Elliniko Metro S.A.", che gestisce anche la metropolitana di Atene.
La linea è gestita dall'Azienda Trasporti Milanese (ATM) insieme alla francese Egis attraverso la controllata Thema (51% Milano e Parigi 49%).

## Ritrovamenti archeologici

Piantina del centro storico di Salonicco, con evidenziati il tracciato della metro e i monumenti di epoca ellenistica, romana, bizantina e ottomana (incluso il sito UNESCO)

Gli scavi della metropolitana si sono imbattuti in resti significativi della città antica, in particolare romana e bizantina. La necessità di salvaguardare i reperti più significativi ha contribuito a rallentare la realizzazione dell'opera rispetto ai programmi iniziali.
In particolare, la metro attraversa il centro storico seguendo proprio il decumanus maximus della città romana, a sua volta corrispondente all'attuale Οδός Εγνατίας (strada urbana così chiamata in quanto l'antica strada romana Via Egnatia, che connetteva Roma e Costantinopoli, passava per le vicinanze della città).